# A Hét (folyóirat, 1956–1995)
A Hét a csehszlovákiai, majd szlovákiai magyarság kulturális hetilapja 1956 végétől 1995-ig melyet a Csemadok, illetve 1972-1991 között az OBZOR Kiadóvállalat jelentetett meg Kassán, Komáromban, ill. Pozsonyban. A Fáklya megszűnése után indult 1956 végén. Verseket, elbeszéléseket, kritikákat, közművelődési és ismeretterjesztő írásokat, riportokat, grafikákat, fotókat, különböző néprajzi, művelődéstörténeti sorozatokat stb. közölt. 1960–1970 között Fórum c. melléklete is volt. 1960-1991 között Hét címmel jelent meg. A lap 1995 áprilisában, a 17. számmal megszűnt. Később néhány kísérlet történt újraindítására (1996 tavaszán megjelent három szám, melyek főszerkesztője Lovász Attila, 1997 augusztusában egy szám, melynek főszerkesztője Görföl Jenő volt). 
Szerkesztői között tartják számon többek között: Duba Gyulát, Mács Józsefet, Tőzsér Árpádot, Zs. Nagy Lajost.

## Főszerkesztők
- Egri Viktor (1956–1958)
- Szabó Rezső (1959–1961)
- Major Ágoston (1962–1975)
- Ozsvald Árpád (1975 – főszerkesztő-helyettesként)
- Varga János (1976–1982)
- Strasser György (1982–1989)
- Lacza Tihamér (1989–1995)
- Lovász Attila (1996)
- Görföl Jenő (1997)